# آوسخو د لا سیرا
آوسخو د لا سیرا (به اسپانیایی: Ausejo de la Sierra) یک دهستان در اسپانیا است که در سریا واقع شده‌است.

## خصوصیات
آوسخو د لا سیرا ۲۰ کیلومترمربع مساحت و ۶۳ نفر جمعیت دارد.